# Bătrâni și neliniștiți
Bătrâni și neliniștiți este un serial de comedie, bazat pe un format belgian, dezvoltat de Shelter și distribuit de SevenOne International. Emisiunea este difuzată pe 2BE și durează aproximativ 20-25 de minute.

## Formatul original
Formatul original al emisiunii este Benidorm Bastards. Acest format este câștigătorul a numeroase distincții, precum premiului „Golden Rose”, ediția 50, premiului pentru „Cel mai bun spectacol de comedie”, titlul de „Cel mai bun program TV”.
Pe lângă România și Belgia (țara de origine), formatul se mai difuzează și în Țările de Jos, Germania, Grecia, Suedia (Pensionärsjävlar), Danemarca (Rollatorbanden), Norvegia (Bingobanden), Israel, Australia (subtitrat), Franța, Coreea de Sud, Statele Unite (Betty White's Off Their Rockers), Regatul Unit (Off Their Rockers), Turcia (Baston Takımı), Spania (Los mayores gamberros) și India (Benidorm Pranksters).